# Río Blanco (Matagalpa)
Río Blanco est une municipalité nicaraguayenne du département de Matagalpa au Nicaragua.